# الرابطة الإسلامية الباكستانية (ق)
الجماعة الإسلامية الباكستانية (ق) ( بالإنجليزية: Pakistan Muslim League وبالإوردو: پاکستان مسلم لیگ ق) ، هي حزب سياسى في باكستان منبثق من الجماعة الإسلامية الباكستانية (ن) التي تأسست في عام 2002. ودعم الحزب برويز مشرف خلال انتخابات 2002 و2008. وكان الحزب في السلطة منذ عام 2002 وحتى عام 2007.